# Западный Альмеж
Западный Альмеж — река в России, протекает в Опаринском и Подосиновском районах Кировской области. Устье реки находится в 14 км по левому берегу реки Альмеж. Длина реки составляет 14 км.
Исток реки находится на возвышенности Северные Увалы в километре к югу от посёлка Альмеж. Верхнее течение лежит в Опаринском районе, в среднем течении река гобразует границу Опаринского и Подосиновского районов, нижнее течение проходит по Подосиновскому. Генеральное направление течения — север, всё течение проходит по холмистому, ненаселённому лесу. Приток — Восточный Альмеж (пр). Впадает в Альмеж в 6 км к востоку от посёлка Скрябино.

## Данные водного реестра
По данным государственного водного реестра России и геоинформационной системы водохозяйственного районирования территории РФ, подготовленной Федеральным агентством водных ресурсов:
- Бассейновый округ — Двинско-Печорский
- Речной бассейн — Северная Двина
- Речной подбассейн — Малая Северная Двина
- Водохозяйственный участок — Юг
- Код водного объекта — 03020100212103000011337